# Ordine supremo della Santissima Annunziata
L'Ordine Supremo della Santissima Annunziata è la massima onorificenza di Casa Savoia. Precedentemente è stata la massima onorificenza dei Conti e dei Duchi di Savoia, del Regno di Sardegna e del Regno d'Italia.
Nel XVI secolo era uno dei quattro Ordini illustri "di collana" esistenti, insieme a quelli della Giarrettiera, del Toson d'Oro e di San Michele.
Trattandosi di un ordine di origine familiare antecedente l'unità nazionale, esso continua a essere conferito in maniera privata da parte di Casa Savoia.

La Repubblica Italiana non riconosce l'Ordine: di conseguenza ci si può fregiare dei relativi segni solamente in ambito privato.

## Storia

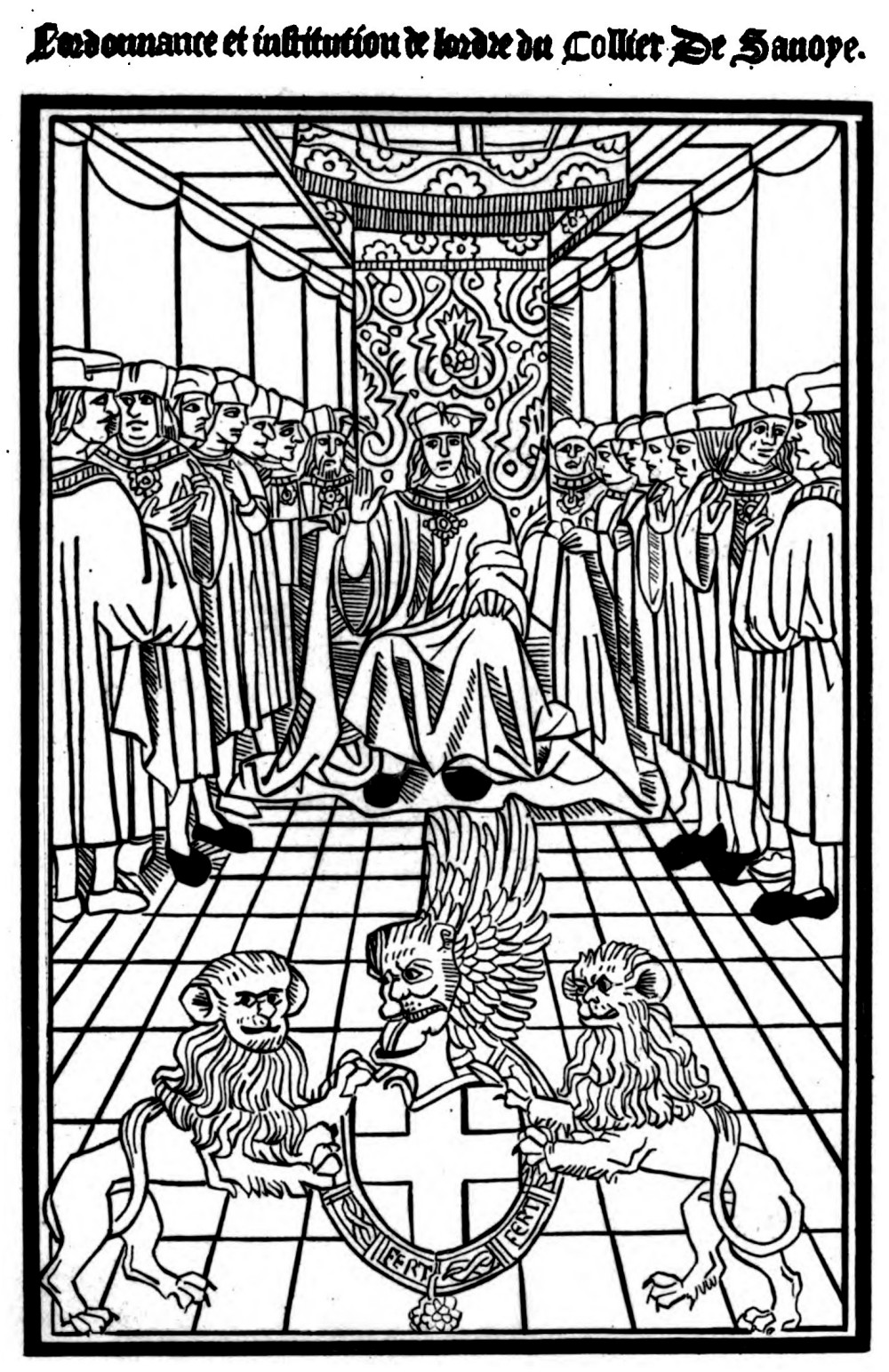
Istituzione dell'Ordine

Nel corso del XIV secolo si ha notizia di diverse giostre a tema svolte in Savoia a partire dal 1334: ad esempio nel 1345 i festeggiamenti furono detti «della Tavola Rotonda» (in festo stabule rotonde) e allo stesso modo i partecipanti alla giostra si indicarono come membri della Tavola Rotonda. In modo simile nel 1350 fu creata una compagnia di cavalieri detta compagnia del Cigno Nero.
Nel 1364 Amedeo VI di Savoia, in occasione di una giostra a ricordo della vittoria su Federico II di Saluzzo, istituì l'Ordine del Collare e fece realizzare per sé e per altri 14 cavalieri un collare, descritto dalle cronache del tempo come simile a quello dei levrieri.
L'Ordine del Collare, il cui scopo era di "indurre unione e fraternità tra i potenti sicché si evitassero le guerre private", era riservato ai nobili più illustri e fedeli, e la regola statutaria prevedeva che tutti gli insigniti fossero considerati pari e si chiamassero tra loro "fratelli". Le insegne originarie erano costituite da un collare d'argento dorato con il motto FERT, chiuso da un anello con tre nodi sabaudi. I Milites Collaris Sabaudiae, così come erano chiamati gli insigniti, erano in origine limitati a quattordici, sotto la guida di Amedeo VI, primo gran maestro dell'ordine, per un totale complessivo di quindici membri a onore delle quindici allegrezze di Maria Vergine. I primi cavalieri di quest'ordine, nominati da Amedeo VI dal 1362 al 1383, furono:
- Amedeo III di Ginevra, conte di Ginevra
- Antonio di Beaujeu, signore di Beaujeu e Dombes
- Ugo II di Châlon, barone e signore d'Arlay
- Aimone III di Ginevra, signore di Anthon e Varey
- Giovanni di Vienne, signore di Rollans, Listenois e Bonencontre, maresciallo di Borgogna, ammiraglio di Francia
- Guglielmo di Grandson, signore di Aubonne e Sainte-Croix
- Guglielmo di Chalamont, signore di Meximieux e Montaney
- Orlando di Vayssi, gentiluomo del borbonese
- Stefano della Baulme, signore di St.-Denis-de-Chausson e Chavanes, ammiraglio e maresciallo di Savoia
- Gasparo di Montmayeur, barone di Villar-Salet, Syllans, Cusy e Brandis
- Bartolomeo di Foras, signore di Aubonne e Sainte-Croix
- Thennard di Menthon, signore di Menthon
- Aimone di Bonivard, castellano di Allinges e Thonon
- Richard Musard, gentiluomo inglese

Amedeo VIII di Savoia diede la prima regolamentazione ufficiale dell'ordine e della sua decorazione, stabilendo che, nel collare, fossero alternati i nodi sabaudi con la scritta FERT e quindici rose, a ricordo della rosa d'oro inviata da Urbano V al conte Amedeo VI nel 1364 quando gli conferì le insegne di cavaliere crociato. Carlo II di Savoia nel 1518 diede nuovi statuti all'ordine, cui diede il nome di Ordine della Santissima Annunziata. Nel collare furono inserite le rose (simboli mariani) e nel pendaglio l'immagine dell'Annunziata. Il numero di cavalieri, inoltre, fu aumentato a venti.
I primi statuti dell'ordine, quelli dati da Amedeo VI, sono andati perduti. Quelli tramandati fino a oggi sono gli statuti modificati da Amedeo VIII di Savoia nel 1409, con aggiunte nel 1434. In seguito, Emanuele Filiberto Testa di Ferro aggiunse che l'ammissione all'ordine era subordinata alla dimostrazione di quattro quarti della propria nobiltà da almeno cinque generazioni. Vittorio Amedeo II secolarizzò l'ordine. Nel 1869 Vittorio Emanuele II stabilì che l'investitura all'ordine potesse avvenire anche senza origini nobili, purché per altissimi meriti resi allo Stato o alla corona.
Al momento dell'investitura il nuovo cavaliere riceve due collari se è italiano (i cosiddetti "gran collare" e "piccolo collare"), oppure un solo collare se si tratta di cittadino straniero (solo il "piccolo collare"). I grandi collari sono sempre gli stessi, e gli insigniti, al momento dell'investitura, devono promettere di testamentarne per gli eredi la restituzione a Casa Savoia. Da qui si comprende, dunque, che ogni singolo gran collare abbia una propria storia e un proprio elenco di possessori, elenco che viene annotato in un cartiglio sul coperchio della scatola del collare. Al momento dell'investitura il nuovo insignito si sceglie il gran collare fra quelli disponibili. Il piccolo collare, invece, non doveva essere restituito e restava come dono alla famiglia del cavaliere.
Gli insigniti sono esentati dal pagamento di tasse e imposte, sono "cugini del re" (al quale possono dare del "tu"), hanno il titolo di "eccellenza", la precedenza protocollare davanti a tutte le cariche dello Stato, il diritto agli onori militari, e diventano ipso facto gran croci dell'Ordine della Corona d'Italia e dell'Ordine dei Santi Maurizio e Lazzaro.
Contrariamente agli altri ordini sabaudi (Ordine dei Santi Maurizio e Lazzaro, Ordine della Corona d'Italia e Ordine Civile di Savoia), le cui candidature vengono proposte e vagliate da commissioni, per il Collare dell'Annunziata il conferimento è a totale discrezione del Capo della Casa.

## Gran maestri
1. Amedeo VI di Savoia, conte di Savoia, fondatore dell'Ordine della Collana
2. Amedeo VII di Savoia, conte di Savoia
3. Amedeo VIII di Savoia, conte e poi duca di Savoia
4. Ludovico di Savoia
5. Amedeo IX di Savoia
6. Filiberto I di Savoia
7. Carlo I di Savoia
8. Carlo Giovanni Amedeo di Savoia
9. Filippo II di Savoia
10. Filiberto II di Savoia
11. Carlo II di Savoia
12. Emanuele Filiberto di Savoia
13. Carlo Emanuele I di Savoia
14. Vittorio Amedeo I di Savoia
15. Francesco Giacinto di Savoia
16. Carlo Emanuele II di Savoia
17. Vittorio Amedeo II di Savoia, re di Sicilia, poi re di Sardegna
18. Carlo Emanuele III di Savoia
19. Vittorio Amedeo III di Savoia
20. Carlo Emanuele IV di Savoia
21. Vittorio Emanuele I di Savoia
22. Carlo Felice di Savoia
23. Carlo Alberto di Savoia
24. Vittorio Emanuele II di Savoia, re d'Italia
25. Umberto I di Savoia
26. Vittorio Emanuele III di Savoia
27. Umberto II di Savoia
28. Disputa in corso

## Le insegne

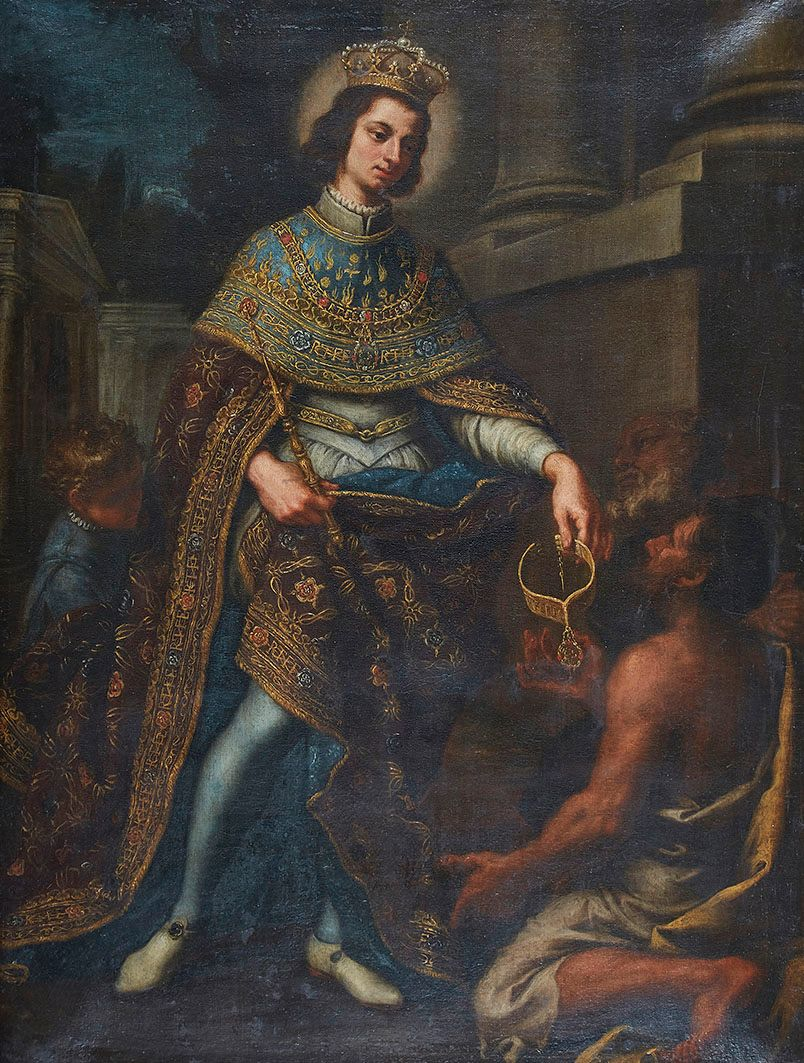
Ritratto del duca Amedeo IX con indosso il manto dell'Ordine.

Le attuali insegne dell'Ordine Supremo della Santissima Annunziata sono costituite da una grande collana (denominata "gran collare") in oro, formata da quattordici maglie alte 3 centimetri, dentro ognuna delle quali ci sono le ultime due e le prime due lettere del motto FERT serrate da un nodo sabaudo, chiuso e smaltato di bianco e di rosso. Le maglie sono fra loro separate da quattordici rose d'oro, alternativamente smaltate sette di bianco e sette di rosso. Dal collare, al centro, scende un pendente in oro pieno, del diametro di 4,2 centimetri e sospeso da tre catenelle, racchiuso da tre nodi sabaudi e con, nel mezzo, l'immagine della Santissima Annunziata ornata con smalti bianchi, rossi e blu. Il gran collare può essere indossato solo dai cavalieri italiani e solo in alcune determinate occasioni dell'anno (ad esempio, il giorno della Festa dello Statuto Albertino o il giorno di Natale).
Il "piccolo collare", invece, è una versione più piccola del gran collare e senza le rose, può essere indossato sia dai cavalieri italiani sia da quelli stranieri e si può utilizzare in tutti i giorni dell'anno.
La placca dell'ordine è circolare, con raggi d'oro sul bordo, recante al centro l'immagine della santissima Annunziata. Il nastro dell'ordine è rosso.
|           |
| Placca    |
|           |
| Nastro    |
| Cavaliere |

## Significato simbolico
Il collare, simbolicamente, ha il duplice significato di vincolo di fedeltà e di dominio. In questo simbolo è evidente come Amedeo VI di Savoia volesse tenere uniti i suoi migliori cavalieri attraverso un patto di fratellanza, ma nello stesso tempo all'esclusivo suo servizio.
I nodi sabaudi, in origine, erano anche denominati "nodi del Signore", "lacci di Salomone" o "nodi d'amore". A proposito di quest'ultima definizione, Luigi Cibrario accampa l'ipotesi che il simbolo adottato da Amedeo VI derivasse da un dono ricevuto da una misteriosa dama, consistente in un bracciale formato da una ciocca di capelli intrecciata. Questa teoria è anche rafforzata dal colore verde dell'abito del conte, che nel Medioevo era considerato il colore di Venere.
Ancora più controverso è il significato della parola "FERT", aggiunta sul collare nel 1409 da Amedeo VIII. Tra tutte le ipotesi la più probabile è che sia un acronimo della frase "Foedere et religione tenemur", alludendo al patto cavalleresco e al profondo legame religioso dell'ordine. È possibile, però, che la parola derivi dal verbo ferre, cioè portare o sopportare, riferito alla devozione verso la Vergine Maria o alle pene da "sopportare" per la devozione mariana. Suggestiva è anche l'ipotesi che FERT non sia altro che la contrazione di ferté, dall'arcaico forteresse o fermeté.
La forte connotazione mariana dell'ordine divenne palese nel 1518 per opera del duca Carlo II, detto il Buono, che arricchì il collare del pendaglio raffigurante l'Annunciazione e mutò il nome da "Ordine del Collare" a "Ordine Supremo della Santissima Annunziata".

## Varie
- Nella galleria del Castello Ducale di Agliè vi sono 72 ritratti di Cavalieri dell'Ordine della santissima Annunziata, commissionati dalla regina Maria Cristina tra il 1845 e il 1847. Sono opere per la maggior parte del pittore astigiano Michelangelo Pittatore e dei pittori Frigiolini, Malnate e Pratesi (che eseguirono ciascuno sei tele). In realtà, tranne pochi ritratti di cavalieri dell'Ottocento, si tratta quasi interamente di opere di fantasia, la maggior parte delle quali copiate da celebri ritratti di maestri italiani del Cinque-Seicento.[13]
- Mediante autorizzazione del Ministero dell'Interno del Regno d'Italia, in data 20 dicembre 1891, il comune di Venaria Reale, presso Torino, venne autorizzato a fregiare il proprio stemma civico con il gran collare dell'Ordine Supremo della Santissima Annunziata.
- Nella polemica del primo dopoguerra il direttore del Corriere della Sera Luigi Albertini accolse la nuova nomina di Giovanni Giolitti a Presidente del consiglio definendolo il "bolscevico dell'Annunziata", per la sua titolarità dell'onorificenza unita alle simpatie che ancora riscuoteva a sinistra[14].
- Un'ipotesi storiografica "sulla difficoltà a pronunciarsi in maniera definitiva contro Sforza" - da parte del presidente del Senato fascista Giacomo Suardo, che voleva far decadere il conte dalla Camera alta - ruota intorno alla possibilità che avesse influito «anche l'essere il conte insignito del "collare dell'Annunziata" e la "parentela", per quanto acquisita e formale, con il sovrano»[15].
- Nell'ultimo colloquio tra Mussolini e Vittorio Emanuele III, a villa Ada il 25 luglio 1943, il Re addusse come argomento per licenziare il duce anche il fatto che la notte prima avessero votato l'ordine del giorno Grandi ben quattro insigniti del collare dell'Annunziata[16].

## Riferimenti letterari
Al termine del racconto Un Milione di sterline di Leslie Charteris, Simon Templar (detto il Santo) viene decorato con il collare dell'Ordine della Annunziata.